# Енфилд
Енфилд (енгл. Anfield) је фудбалски стадион у Ливерпулу, Енглеска. Укупан капацитет стадиона је 53,394 седећих места. Енфилд је дом Ливерпула од оснивања клуба 1892. године, а оригинално је био дом Евертона од 1884. до 1892, када је прешао на Гудисон парк.
Овај стадион је постао чувен по „Копу“, трибини на којој се окупљају најватренији навијачи Ливерпула и по којој су трибине на којима се налазе навијачи добиле име. Стадион има четири трибине, наведени Коп, главну трибину, Сентенери стенд и Енфилд роуд.
Највећа посета од 61.905 гледалаца је забележена 2. фебруара 1952. на мечу ФА купа између Ливерпула и Вулверхемптон вондерерса. Након постављања седишта и модернизације стадиона током 90-их, као последица Тејлоровог извештаја из 1994, капацитет стадиона је знатно смањен. На Европском првенству у фудбалу 1996. Енфилд је био домаћин три групна меча и једног четвртфиналног.
Две капије на стадиону су назване по бившим менаџерима: Бил Шенкли и Боб Пејсли . Биста Шенклија је подигнута испред стадиона. Године 2002 је изнет предлог да се стадион замени новим Стенли Парком, међутим 2010 године власништво над клубом преузима Фенвеј Спортска Група (енгл. Fenway Sports Group) након чега је и убрзо постало јасно да до промене стадиона неће доћи.
Конструкција и надоградња главне трибине почела је 8. децембра 2014 године. Овом надоградњом капацитет стадиона је повећан на 54, 074 чинећи га тиме једним од највећих стадиона у европском фудбалу. Постоје планови у будућности за проширење, чиме би се капацитет повећао на 59.000.

## Историја
Отворен 1884. године, Енфилд се налазио у власништву Џона Орела малог земљопоседника, који је био у пријатељским односима са тадашњим чланом Фудбалског клуба Евертон Џоном Холдингом. Евертону је био потребан нови стадион. Орел позајмљује стадион Евертону у замену за малу новчану накнаду. Први меч на стадиону је одигран између Евертона и Ерлстауна 28. септембра 1884, у коме је Евертон победио резултатом 5–0. Док је Евертон користио стадион, њихове мечеве је редовно посећивало око 8.000 гледалаца у просеку, чак иако је стадион у то време могао да прими 20, 000 гледалаца. Стадион је испуњавао све међународне критеријуме у то време, па је тако на њему одржан меч у оквиру Домаћег Шампионата Велике Британије између Енглеске и Ирске 1889 године. Први лигашки меч на Енфилду је одигран 8. септембра 1888, између Евертона и Акрингтона. Евертон је убрзо почео да игра добро и осваја шампионску титулу у сезони 1890–91.
Године 1892, преговара се око куповине земљишта од Орелија што за последицу има неслагање и сукоб између Холдинга и управног одбора Фудбалског клуба Евертон око тога који је најбољи начин да се води клуб. Последица свега тога јесте прелазак Евертона на Гудисон парк. Холдингу остаје празан стадион и он решава да оснује нови клуб. Нови тим је назван Ливерпул и њихов први меч на Енфилду је била Пријатељска утакмица пред свега 200 гледалаца, одиграна 1. септембра 1892, против Ротердам Таун ФК. Ливерпул је победио са резултатом 7–1.
Ливерпулов први меч у оквиру Енглеске Фудбалске Лиге на Енфилду одигран је 9. септембра 1893, против Линколн Ситија. Ливерпул је победио 4–0 испред 5.000 гледалаца. Нова трибина способна да прими још 3.000 гледалаца конструисана је 1895. на месту данашње главне трибине. Конструисана од стране Арчибалд Лича , трибина је имала специфичан и упечатљив забат, био је сличан ономе какав поседује стадион Њукасл јунајтеда Сент Џејмс парк. Додатна трибина је направљена 1903. године на страни стадиона поред које се налази истоимена улица "Енфилд роуд". Након што је Ливерпул освојио свој други Лигашки шампионат у сезони 1905–06 стадион је добио још једну нову трибину, овај пут уз "Валтон Брек Роуд". Локални новинар Ернест Едвардс, који је био спортски едитор за лист Ливерпул Дејли Пост и Ливерпул Ехо, назвао ју је Спајон Коп; названа је по чувеној планини, на чијем се брежуљку одиграла истоимена борба, када је 1900. године за време Другог бурског рата у Јужној Африци страдао један пук. Више од 300 људи је изгубило живот, од којих је, махом већина из Ливерпула, у покушају Британске војске да заузме важан стратешки положај. У то време бива подигнута и трибина уз "Кемлин роуд".
Стадион се није претерано мењао све до 1928, када је коп редизајниран и проширен на 30, 000 стајаћих места. Такође, постављен је и кров. Многи Стадиони у Енглеској су своје трибине назвали по Ливерпуловом Спајон копу. Енфилдов Коп је био највећи у Енглеској у то време, број гледалаца који су могли да стану на Коп је превазилазио укупан капацитет многих стадиона. Исте године Наставак јарбола са брода СС Грејт Истерн (енгл. SS Great Eeastern), једног од првих бродова за чију израду је коришћен челик (Оклопњача), приликом растављања брода, је спашен и постављен поред Копа, где се налази и дан данас.
Рефлектори су постављени уз трошак од 12.000 фунти 1957. године. На 30. октобар они су по први пут пуштени у рад на мечу против Евертона, како би се обележило 75 година постојања Фудбалске асоцијације округа Ливерпул. Године 1963. тада већ стара "Кемлин роуд" трибина бива замењена новом, уз ојачану конструкцију. Цена тих радова је износила 350.000 фунти, а капацитет трибине померен на 6,700 гледалаца. Две године касније измене су начињене и на Енфилд роуд страни, трибина је значајно повећана. Највећа промена је уследила 1973, када је стара Главна трибина делимично срушена, а затим проширена и постављен нови кров. Упоредно са тим бетонски стубови који су држали рефлекторе су порушени, а нови рефлектори су постављени на кров Кемлин роуда и Главне трибине. Нова трибина је званично отворена од стране Принца Едварда, Војводе од Кента 10. марта 1973. Шенклијева капија је постављена 1982, у част некадашњем Ливерпуловом менаџеру Билу Шенклију; његова жена Неси откључала их је по први пут 26. августа 1982. На капији стоји натпис Никада Нећеш Ходати Сам (енгл. You'll Never Walk Alone), назив чувене песме коју су Ливерпулови навијачи узели за химну, у време док је Шенкли водио клуб.
Седишта у боји и просторија за полицију су додати Кемлин роуду 1987. Након Трагедије на Хилсбороу 1989. када је услед лоше полицијске организације дошло до претрпавања што је за последицу имало смрт 96 навијача Ливерпула, Тејлоров извештај износи предлог да сви стадиони у земљи и све трибине уведу и имају искључиво само места за седење до маја 1994. Други спрат је додат "Кемлин роуд" трибини 1992 године. Садржао је службене клупске просторије, као и додатних 11.000 места. Планови за проширење су постојали од раније, клуб је куповао куће које се налазе у околини стадиона током 70-их и 80-их, међутим радови су морали да чекају до 1990, јер су две сестре одбијале да продају своју кућу. Након постигнутог договора 1990, радови на проширењу су могли да почну. На Копу 1994. се такође уводе седишта ; трибина и даље остаје једноспратна, а капацитет је значајно смањен на 12,390.
Бронзана биста Била Шенклија је откривена 4. децембра 1997. испред копа. Висока преко 2,5м; представља Шенклија са навијачевим шалом око врата, у положају који је обично заузимао приликом овација навијача. На њој се налази натипс "Бил Шенкли - Он Је Чинио Људе Срећним". У знак сећања на жртве Хилсбороу Трагедије, поред Шенклијеве капије налази се меморијал који је увек окићен у част 96 који су страдали током несреће 1989. године. У средишту се налази Вечни пламен, који симболизује сећање на страдале. Од 2014, он је привремено био уклоњен због проширења Главне Трибине.

## Структура и установе
Енфилд садржи 54,074 места подељених између четири трибине: Енфилд Роуд, Кени Даглиш, Коп и Главна трибина. Енфилд Роуд и Кени Даглиш трибина су двоспратне, Коп има један ниво, а главна трибина три. Улаз на стадион је омогућен уз помоћ РФИД (енгл. RFID) паметне картице уместо традиционалних обртних аутомата за очитавање карата.
План да се Енфилд замени за нови Стенли Парк који би се налазио у непосредној близини, а чији би капацитет износио 60.000 је покренут 2002. Та идеја је поново покренута од стране Тома Хикса и Жоржа Н. Џилета . Фенвеј Спортска Група 2010. године преузима власништво над Ливерпулом, нови власници напуштају пројекат изградње новог стадиона и премештања на исти и одлучују се за реновирање и експанзију већ постојећег стадиона, одлучујући да, упоредно реновирају и Фенвеј парк.
Коп је велика трибина, смештена на један ниво. У почетку, она је представљала велики огранак на који може бити смештено 30, 000 гледалаца, данашњи изглед је конструисан 1994-95 и данас има само један ниво, без додатних службених и клупских просторија. На Копу је смештен клупски музеј и званична клупска продавница. Коп је најпопуларнија трибина на стадиону, како међу домаћим тако и међу гостујућим навијачима, док људи који је посећују називају се копитима. Традиционално, Ливерпулови најватренији навијачи се окупљају на овој трибини.
Најстарија трибина на стадиону је Главна, за коју је било потребно 76 година да би се у потпуности изградила. Завршена је 2016, ипак нижи ниво датира из 1906. На њој је такође смештена и свечана ложа. Тунел из кога излазе играчи, техника област у којој су смештени менаџер и измене током меча се налазе у средишту трибине, на нивоу терена. Изнад степеница тунела који води ка терену налази се знак на коме пише "ОВО ЈЕ ЕНФИЛД". Његова сврха је била да застраши противничке играче, али и да Ливерпулови играчи могу да га додирну за срећу приликом изласка на терен.
Знак је привремено био склоњен због радова који су се одвијали на Главној трибини; да би поново био враћен пред прву Ливерпулову утакмицу у сезони 2016–17 коју су играли код куће. Тренутни тренер Јирген Клоп је забранио играчима да додирују знак док клуб не освоји бар један значајнији трофеј.
Кени Даглиш трибина је сачињена од два нивоа. У почетку она је имала само један ниво и звала се "Кемлин роуд" трибина, други ниво је додат 1992. На њој је такође смештена и полицијска станица.
На "Енфилд роуд" трибини, лево од Главне трибине су смештени гостујући навијачи током мечева. Саграђена је 1965, а седишта у боји су додата 1982. У почетку је имала само један ниво, а касније реновирањем, које је завршено 1998, добија и други чиме се знатно повећава њен капацитет.
На стадиону постоји 59 места намењених посетиоцима у инвалидским колицима који су власници сезонских карата; додатна 33 места су омогућена за генералну продају и 8 је дато на располагање гостујућим навијачима. Ова места се налазе на Главној трибини, Енфилд Роуд трибини и Копу. Такође, 38 места је обезбеђено за навијаче са оштећеним видом, та места се налазе у делу Главне трибине са довољно простора за личног помоћника.
Енфилд спада у категорију стадиона са 4 звезде.

## Будућност
Планови да се Енфилд замени покренути су маја 2002. У почетку се предвиђао капацитет од 55.000 да би касније тај број био повећан на 61.000 од чега је 1.000 столица издвојено и служе како би раздвојиле домаће од гостујућих навијача. Неколико покушаја је начињено у периоду између 2003. и 2007. од стране Скупштине града Ливерпула како би подстакли заједнички стадион, који би био доступан на коришћење и локалном ривалу Евертону, али је та одлука одбијена, јер се није допадала ни једном од два клуба. Ливерпулу је 30. јула 2004. године дато одобрење да може почети са планирањем за изградњу новог стадиона, који би био удаљен свега 270 m од Енфилда. Скупштина града је 8. септембра 2006 донела одлуку да дозволи ФК Ливерпул закуп земљишта предвиђеног за изградњу.
Након што ФК Ливерпул бива преузет од стране Тома Хикса и Жоржа Н. Џилета , тај предлог поново ступа на снагу. Новембра 2007. градски управни одбор одобрава план приказан од стране ФК Ливерпул и конструкција је била планирана за почетак 2008.. Отварање је било планирано за август 2011, а капацитет би износио 60.000. Уколико би нови стадион био изграђен, Енфилд би морао бити срушен. На том месту би био изграђен пословни комплекс у оквиру кога би се налазио хотел, ресторани и пословни простори. Међутим, изградња новог стадиона је одложена због економске кризе 2008 чиме је уследила рецесија, која је директно утицала на америчке власнике. Ситуацију је додатно погоршавала чињеница да је сам клуб купљен помоћу позајмљеног новца, власници нису поседовали лични капитал. Хикс и Џилет су дали обећање да ће почети са изградњом стадиона у временском интервалу до 60 од момента када су преузели власништво над клубом, али су имали проблема са прикупљањем потребних 500 милиона фунти за почетак изградње . Рок за изградњу је прошао, а планови су затим одбачени од Фенвеј Спортске Групе.

### Проширење стадиона
Када је Фенвеј Спортска Група октобра 2010 преузела власништво над клубом, поново је доведено у питање да ли ће Ливерпул напустити Енфилд. Фебруара 2011. нови власник, Џон В. Хенри је изјавио како не жели промену стадиона и да му више одговара да ради на проширењу Енфилда. Након што је присуствовао мечевима на Енфилду, Хенри је изјавио да "Копу нема равног", додавши "било би тешко створити такву атмосферу негде другде".
Скупштина града је 23. августа 2013. године сврстала Енфилд у власништво заједнице од велике вредности. Џон В. Хенри је 11. септембра дао изјаву да средства за проширење постоје, међутим чека се на управу града да заврши са куповином кућа које окружују стадион.
Априла 2014. ФК Ливерпул потписује договор са градским управним одбором око реновирања простора око стадиона, тиме је направљен значајан корак унапред. Вредност тог подухвата је износила око 260 милиона фунти. Планови за проширење Главне трибине су откривени 23. априла 2014. и тиме би се повећао капацитет стадиона за 8,250 на 54,742. У другој фази број места за седење на Енфилд Роуд трибини би се проширио за 4,825, чиме би укупан капацитет стадиона износио 58.000.
Проширење капацитета са 45.000 на 59.000 је најављено 4. децембра 2014. чиме је почетак радова заказан за 8. децембар. Прва фаза обухвата Главну трибину, која би добила трећи ниво и додатних 8,500 места, чиме би укупан капацитет био повећан на 54,074, на отварању сезоне 2016/17 Премијер лиге, Енфилд Роуд трибина би била такође проширена додавањем нових 4,800 места; чиме би се знатно повећао приход од улазница, а опет очувала историјски значај и атмосфера Енфилда. Сачињена од преко 1,8 милиона блокова и преко 5000 тона челика, Главна трибина је отворена 9. септембра 2016, чинећи је тиме једном од највећих трибина у европском фудбалу.

## Остале употребе
На Енфилду се играо велики број интернационалних мечева, такође је био коришћен и за време Европског првенства у фудбалу 1996.; на стадиону су се играле три групне утакмице и четвртфинале. Први интернационални меч на Енфилду се одиграо између Енглеске и Ирске 1889. године. На Енфилду се такође играло пет ФА куп полуфинала, од којих је последње било 1929. Последња интернационална утакмица одиграна на Енфилду била је између Енглеске и Уругваја 1. марта 2006. Енглеска је такође играла два церемонијална меча против Ливерпула на Енфилду. Први 1983, у част Фила Томсона. Затим, 1988, овај пут у част Алана Хенсена.
Ливерпулов ривал Манчестер јунајтед је играо своју прву утакмицу у сезони 1971–72 на Енфилду након забране да прве две утакмице у првенству играју на Олд Трафорду. Разлог за то био је тај, јер су за време последњег меча прошле сезоне хулигани бацали ножеве на део стадиона где су били смештени гостујући навијачи.
На Енфилду су се одржавали многи други догађаји. Средином двадесетих година, Енфилд је био циљ, завршница градског Маратона. Професионални тенис се такође играо на Енфилду. Шампион Отвореног првенства САД у тенису Бил Тилден и шампион Вимблдонског турнира Фред Пери су, на Енфилду играли пријатељски меч.
Међутим, Енфилд није коришћен само у сврху спортских приредаба. Енфилд је служио за организацију различитих музичких дешавања. Такође, јула 1984. Амерички евангелиста Били Грем је држао своја проповедања на Енфилду. Када је Ливерпул проглашен за Европску престоницу културе за 2008. годину, у оквиру славља које се дешавало на Енфилду 36.000 људи је посетило концерт 1. јуна 2008, на коме су наступали Кајзер Чифси и Пол Макартни.

## Статистика
Највећа забележена посета на Енфилду износи 61,905, на мечу против Вулверхемптон вондерерса у петој рунди ФА купа одиграној 2. фебруара 1952. Најмања забележена посета је износила 1.000 на мечу против Лафбороа, одиграног 7. децембра 1895. Највећа просечна посета од 48,127 забележена је 1978.
Ливерпул није изгубио меч на Енфилду у сезони 1893–94, 1970–71, 1976-77, 1978–79, 1979–80, 1987–88 и 2008–09. Током сезоне 1893-94 победили су на свим утакмицама у којима су били домаћин. Ливерпулов најдужи низ без пораза код куће трајао је од јануара 1978. до јануара 1981, 85 утакмица, на којима је Ливерпул постигао 212 голова, а примио 35. Ливерпулов најдужи низ узастопних пораза на Енфилду је три утакмице. До данас, то се три пута догодило у клупској историји и то током сезона 1899–1900, 1906–07 и 1908–09.